# Kristoffer Broberg
Kristoffer Broberg (Stockholm, 1 augustus 1986) is een Zweeds professioneel golfer. 

## Carrière als professional
In 2011 en 2012 speelde Broberg ook in de Nordic League, waar hij vier overwinningen behaalde.
Hij begon in de Challenge Tour te spelen in 2012. Hij won de Finnish Challenge en de Norwegian Challenge de week daarna. Doordat Broberg diezelfde maand de Rolex Trophy won, werd hij meteen gepromoveerd tot de Europese PGA Tour. Daarmee is hij de snelste die dit ooit realiseerde, met slechts vijf deelnames voor zijn opname in de Europese Tour. Hij stootte door tot de 173e plaats in de wereldranglijst. Sinds 2013 speelt hij op de Europese PGA Tour. In 2015 behaalde hij zijn eerste overwinning op de Europese PGA Tour dankzij winst op de BMW Masters door in een de play-off te winnen van Patrick Reed. In 2021 was Broberg de beste op de Dutch Open.

### Overwinningen
| Jaar | Toernooi                          | Tour                                     |
| ---- | --------------------------------- | ---------------------------------------- |
| 2011 | Mørk Masters                      | ECCO Tour, deel van Nordic Golf League   |
| 2012 | Abbekås Open                      | Zweedse Mini-Tour                        |
| 2012 | Nordea Open                       | Nordea Tour, deel van Nordic Golf League |
| 2012 | Katrineholm Open                  | Nordea Tour, deel van Nordic Golf League |
| 2012 | Finnish Challenge                 | Challenge Tour                           |
| 2012 | Norwegian Challenge               | Challenge Tour                           |
| 2012 | Rolex Trophy                      | Challenge Tour                           |
| 2012 | Crowne Plaza Copenhagen Challenge | Challenge Tour                           |
| 2015 | BMW Masters                       | Europese PGA Tour                        |
| 2021 | Dutch Open                        | Europese PGA Tour                        |

### Resultaten op deMajors
| Major                 | 2014 | 2015 | 2016 | 2017 | 2018 | 2019 | 2020 |
| --------------------- | ---- | ---- | ---- | ---- | ---- | ---- | ---- |
| Masters Tournament    |      |      |      |      |      |      |      |
| U.S. Open             |      |      |      |      |      |      |      |
| The Open Championship | T32  |      | CUT  |      |      |      |      |
| PGA Championship      |      |      | CUT  |      |      |      |      |

CUT = miste de cut halverwege

### Resultaten op deWorld Golf Championships
| Toernooi             | 2014 | 2015 | 2016 | 2017 | 2018 | 2019 | 2020 |
| -------------------- | ---- | ---- | ---- | ---- | ---- | ---- | ---- |
| WGC Kampioenschap    |      |      | T64  |      |      |      |      |
| WGC Matchplay        |      |      |      |      |      |      |      |
| WGC Invitational     |      |      |      |      |      |      |      |
| WGC - HSBC Champions |      |      |      |      |      |      |      |